# Latrun

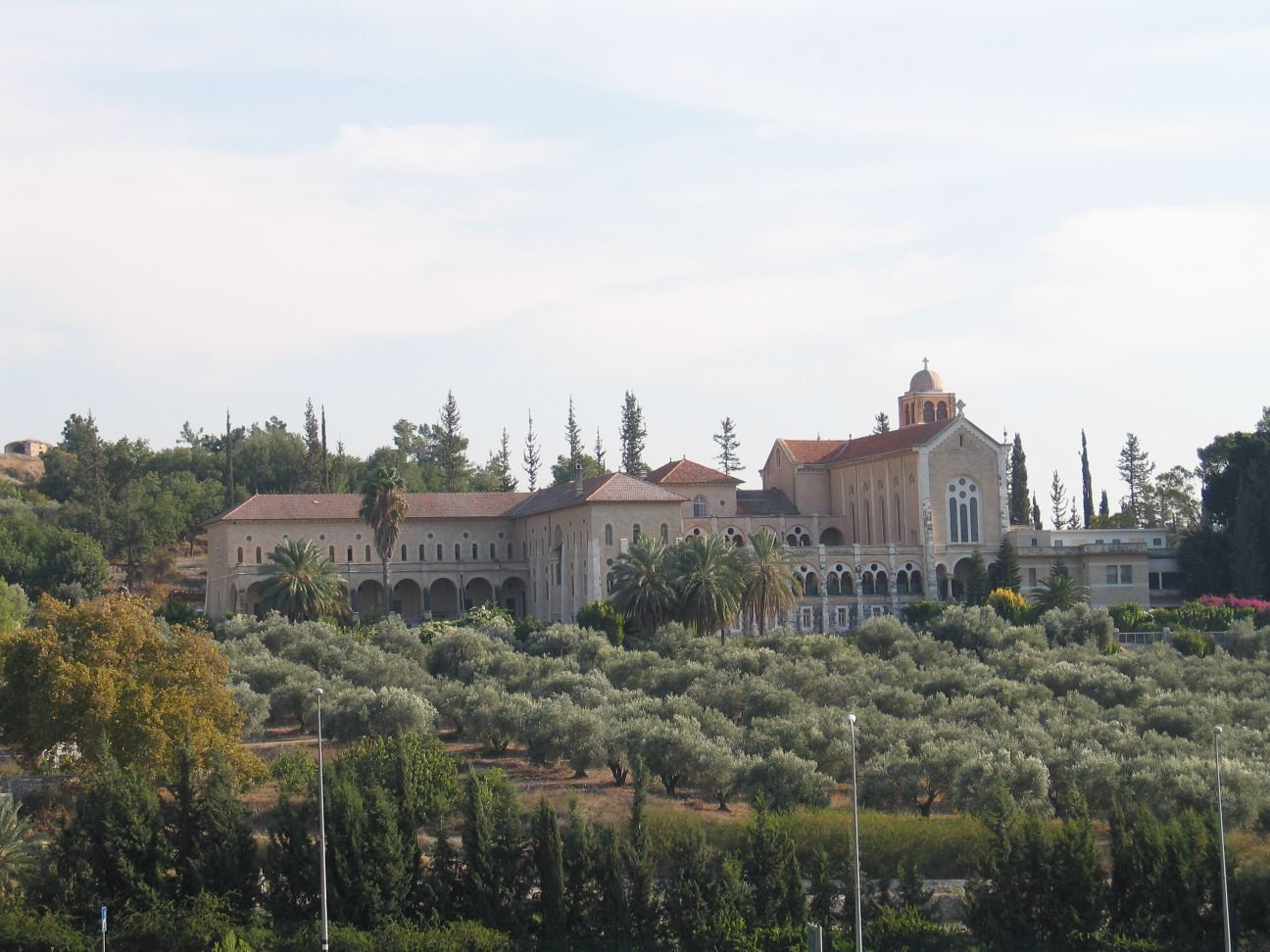
klášter Latrun

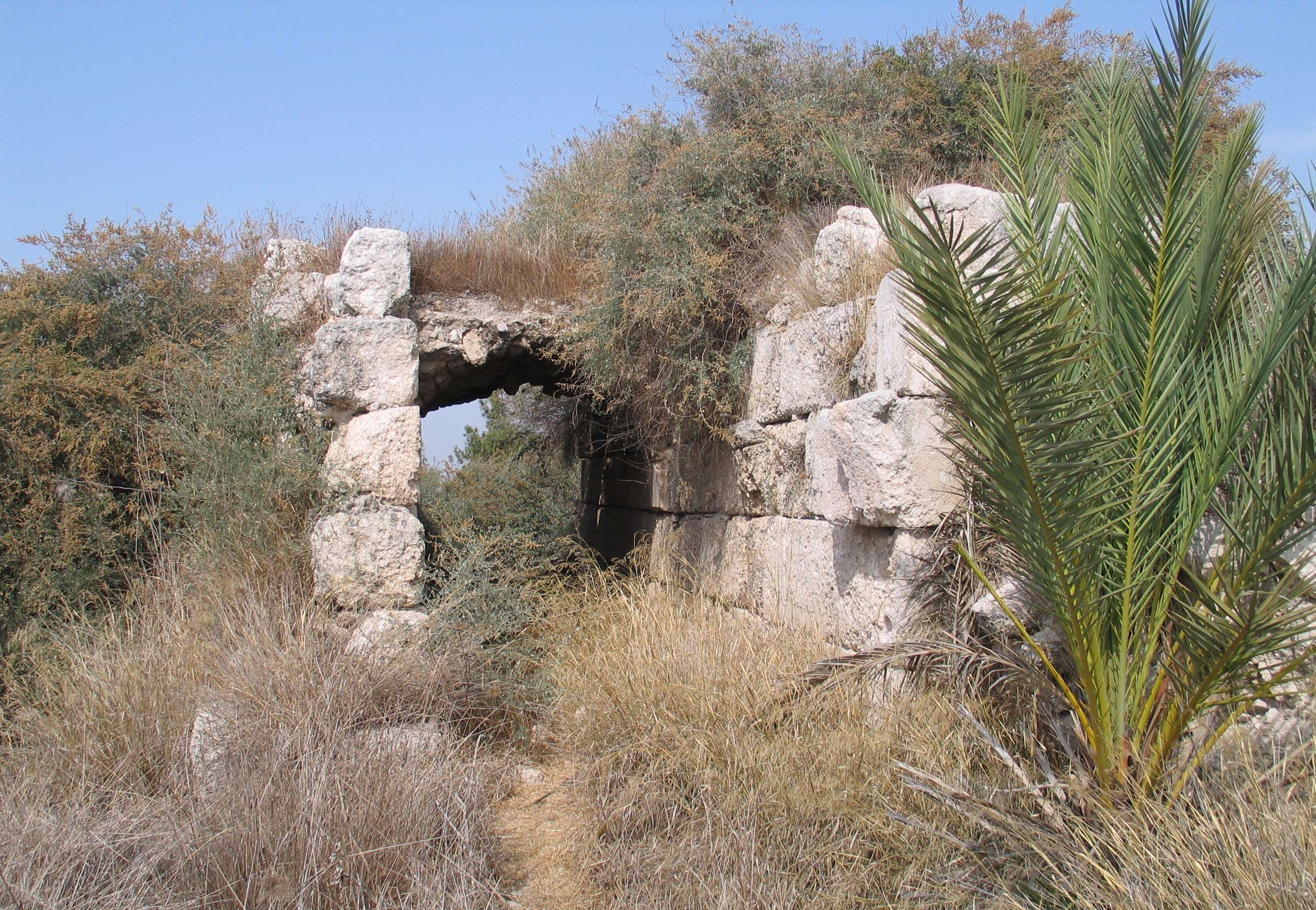
Zbytky křižáckých staveb v Latrunu

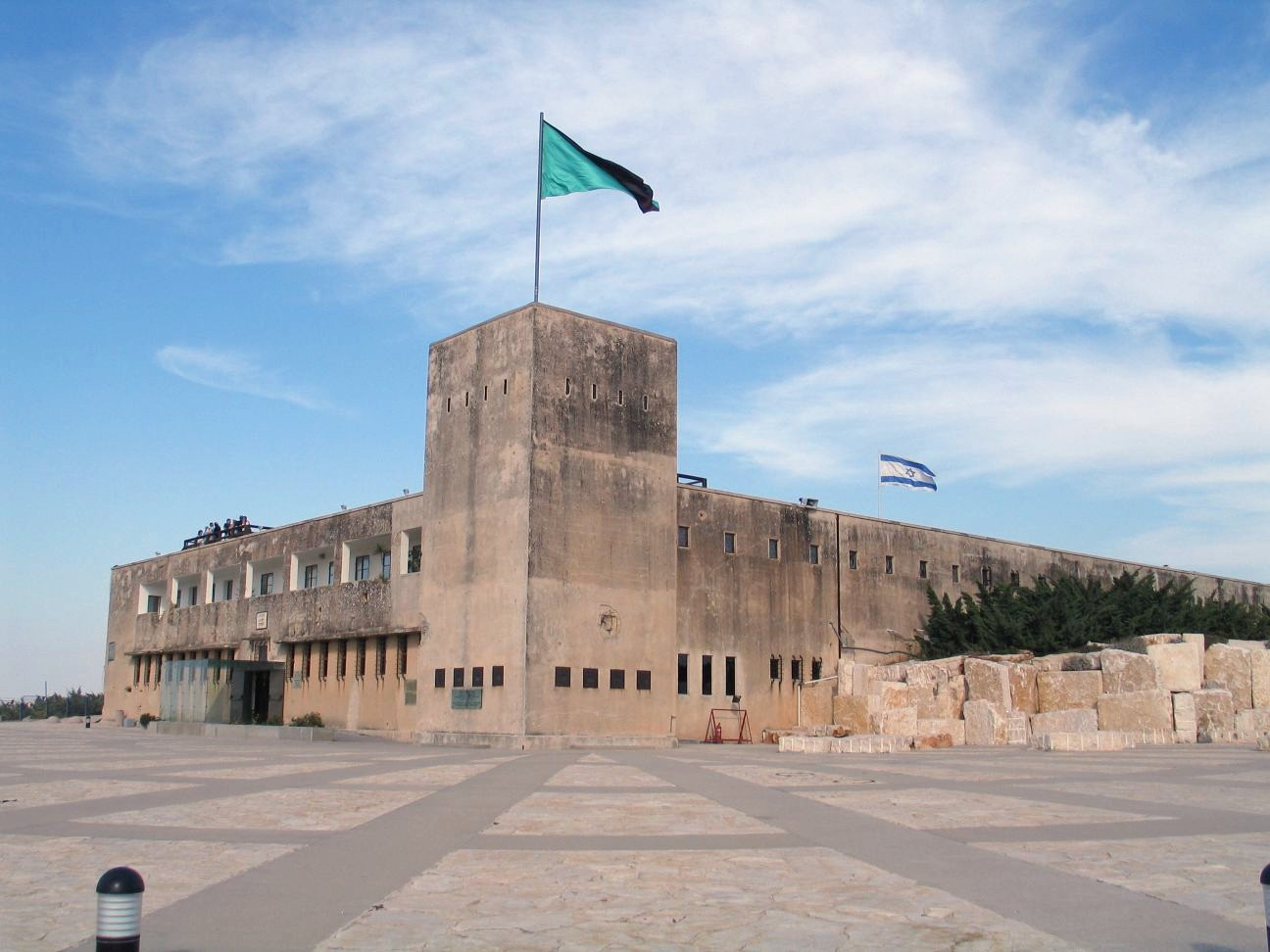
Policejní základna v Latrunu z dob britského mandátu (takzvané Tegartovy pevnosti)

Latrun (hebrejsky: לטרון, arabsky: اللطرون, al-Latrún) je vyvýšená lokalita ležící ve výběžku (latrunský výběžek) Západního břehu Jordánu. Je situována na pahorky nad Ajalonským údolím a pohledově kontroluje i přilehlou část pobřežní planiny v Izraeli.
Jde o lokalitu s historickou kontinuitou osídlení. V biblických dobách stávaly nedaleko odtud Emauzy, místo častých biblických událostí i bitev. Na vlastním Latrunu pobývali ve středověku křižáci, koncem 19. století tu vyrostl klášter Latrun patřící řádu trapistů situovaný na vyvýšené poloze poblíž hlavních cest, které se okolo Latrunu sbíhají a pak stoupají do Judských hor k Jeruzalému do soutěsky Ša'ar ha-Gaj (arabsky Báb al-Vád). Jméno lokality je odvozeno od francouzského Le Toron des Chevaliers (francouzsky: Rytířský hrad), podle jiného výkladu byla ve středověku nazývána domus boni latronis (latinsky: Dům dobrého zloděje), podle postavy kajícího se zloděje ukřižovaného spolu s Ježíšem.
Významným strategickým bodem se Latrun stal za mandátní Palestiny. Vyrostla tu policejní základna, jedna z takzvaných Tegartových pevností. Poblíž se zároveň nacházela přečerpávací stanice pro vodovod, který vedl z dnešního Roš ha-Ajin do Jeruzaléma. Britové na Latrunu provozovali věznici. V roce 1943 z ní tunelem prokopaným v zemi uprchlo 20 vězňů patřících k židovské militantní organizaci Lechi. V roce 1946 zde Britové uvěznili velké množství židovských politiků v rámci razie nazvané Černá sobota.
Během první arabsko-izraelské války v roce 1948 byl Latrun místem opakovaných střetů izraelských a arabských sil (takzvané bitvy o Latrun). Izraelci neuspěli a na základě dohod o příměří z roku 1949 zůstal Latrun pod arabskou kontrolou. Byl tedy zahrnut do Jordánskem ovládnutého Západního břehu Jordánu a tvořil výrazný výběžek do izraelského území, přičemž jej lemovalo široké nárazníkové pásmo oddělující obě strany. Neúspěch u Latrunu a jeho anexe Jordánskem znamenala pro Izrael v následujících letech mimo jiné nutnost trvale řešit jinou, jižnější, trasou dopravní spojení z Jeruzaléma do Tel Avivu.
Během šestidenní války v roce 1967 ovšem Izraelci Latrun bez větších komplikací dobyli. Následně byly z latrunského výběžku vysídleny tři arabské vesnice (Bajt Nuba, Imvas a Yalu) a napříč jeho územím byla později vedena dálnice číslo 1. Území tak bylo fakticky anektováno k Izraeli. Tento trend posílila i Izraelská bezpečnostní bariéra postavená počátkem 21. století, která Latrun a okolí situovala na izraelskou stranu této bariéry.